# HMS Collingwood (Landstandort)

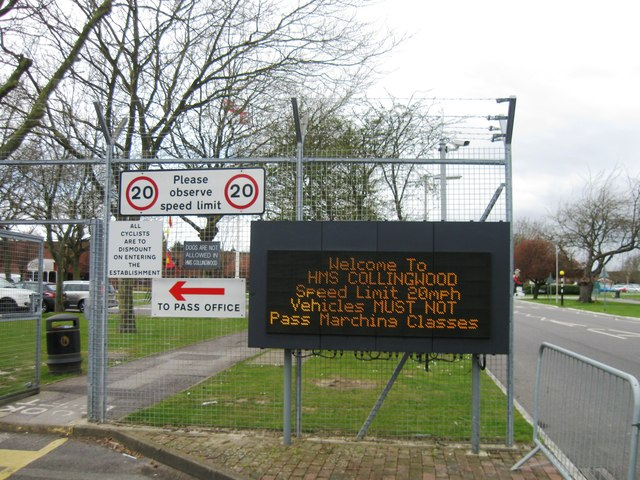
Eingang zu HMS Collingwood

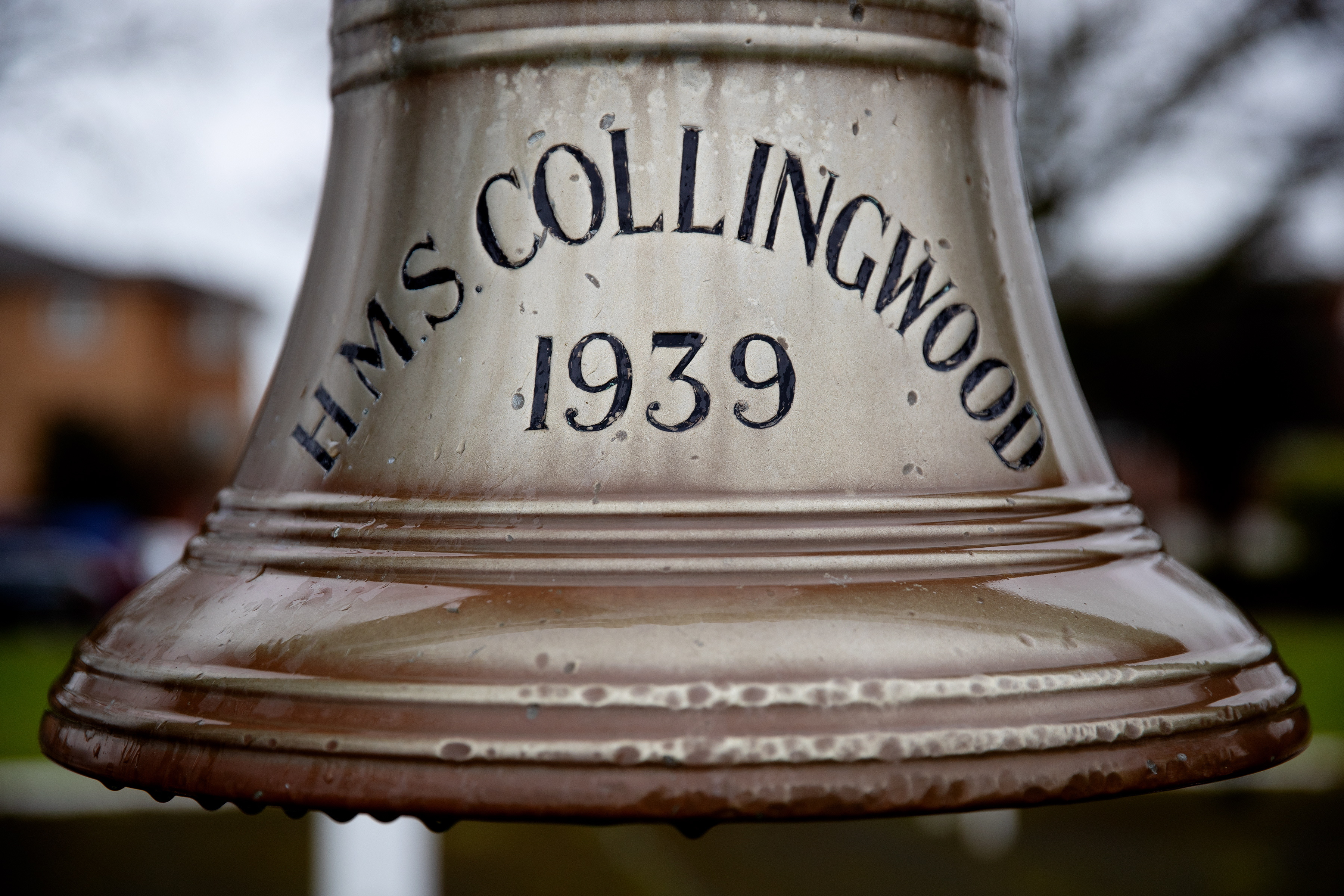
Schiffsglocke mit der Jahreszahl 1939, zu dem das Gelände, ein Jahr vor der Eröffnung des Stützpunktes, erworben wurde

HMS Collingwood ist die größte Ausbildungsstätte der Royal Navy (RN), also der Kriegsmarine des Vereinigten Königreichs. Sie befindet sich in Fareham, nur wenige Kilometer nordwestlich der Marinebasis Portsmouth.  
Obwohl sie eine Militärbasis an Land ist (und kein Schiff), trägt sie die Abkürzung HMS, kurz für His Majesty’s Ship („Seiner Majestät Schiff“), das traditionelle Präfix britischer Kriegsschiffe. Dies steht in der Tradition der sogenannten „Steinfregatten“ (englisch stone frigates), Bezeichnungen für Landstandorte und Küsteneinrichtungen der RN. 
Hauptaufgabe ist die Betreuung der Auszubildenden in der zweiten und dritten Phase ihrer Ausbildung zu Ingenieuren und Waffenoffizieren. Am Stützpunkt befinden sich darüber hinaus auch weitere Einrichtungen wie die Royal Navy Leadership Academy, das Fleet Intelligence Centre und das Royal Navy Communications Branch Museum (CommsMuseum).